# Jean Javal
Pour les autres membres de la famille, voir Famille Javal.
Jean Félix Javal est un homme politique français né le 11 octobre 1871 à Paris et mort le 28 août 1915 à Tours.

## Biographie
Fils d’Émile Javal (1839-1907), médecin, député de l'Yonne, et de Maria-Anna Elissen (1847-1933), Jean Javal, ingénieur diplômé de l’École polytechnique (promotion X1890), est membre du Conseil d’administration de la Compagnie parisienne de distribution d’électricité.
En 1901, il est élu conseiller général du canton de Villeneuve-l’Archevêque (Yonne) puis, en 1909, député radical-socialiste de l'Yonne. À la Chambre des députés, il s’intéresse à la réforme électorale et à la législation sociale, soutenant les retraites paysannes et ouvrières.
Musicien et peintre, grand voyageur, il parlait dix langues. Il épouse Lily Lévy (1882-1958), écrivain connu sous le nom de Lily Jean-Javal.
Capitaine à l’état-major de la 9e armée au début de la Première Guerre mondiale, il se suicide[réf. nécessaire] le 15 août 1915, il est Mort pour la France.
Il est inhumé au cimetière du Père-Lachaise (7e division),.

## Sources
- « Jean Javal », dans le Dictionnaire des parlementaires français (1889-1940), sous la direction de Jean Jolly, PUF, 1960 [détail de l’édition]